# Hell: The Sequel
Дует «Bad Meets Evil» раніше з'явився на альбомі Eminem'а - The Slim Shady LP у пісні «Bad Meets Evil», останньою роботою групи перед розпадом став сингл під назвою «Nuttin 'to Do», випущений в 1999 році.

## Запис
Пісні під назвою «Echo» і «Living Proof» просочилися в інтернет в листопаді 2010 року.
3 травня був випущений перший офіційний сингл під назвою «Fast Lane», виробники Supa Dups і сам Eminem. Особливо відгукуються про EP гості з альбому, якими є група Slaughterhouse і співак Bruno Mars. Ці пісні були підтверджені після появи новини про випуск EP.
«Echo» (спільно з Liz Rodriguez; виробник DJ Khalil)
«Living Proof»
«Fast Lane» (виробники: Supa Dups і Eminem)
В інтерв'ю MTV Royce da 5'9" каже, що два треки, «Echo» і «Living Proof», не будуть присутні на EP. «Ми насправді зробили 11 записів, дві з них витекли в інтернет, тому на альбомі буде дев'ять треків».

## Сингли
Перший сингл - "Fast Lane" був випущений 3 травня 2011 року, як перший сингл з EP в цифровому форматі. Музичне відео, директором якого був Джеймс Леріс, було представлено 8 червня 2011 року на офіційному сайті Bad Meets Evil і на сайті VEVO. Разом з "Lighters", вперше пісня була виконана на фестивалі 2011 Bonnaroo Music & Arts Festival. На думку багатьох, виступ "Bad Meets Evil" це звабинка фестивалю.
Другий сингл - "Lighters" був запущений на радіо "Top 40/Mainstream" 5 липня 2011. Пісня записана спільно зі співаком Бруно Марсом, який співав приспів пісні. "Lighters" дебютував на п'ятій сходинці чарту Billboard Hot 100. Директором відео є Річ Лі, який також взяв участь у створенні кліпу до синглу Емінема, "Not Afraid". Відео було надано на VEVO 22 серпня 2011.

## Оцінки критиків
Hell: The Sequel отримав позитивні оцінки від критиків. 411mania дало EP 9,5 з 10 зірок. За словами рецензента Білла Ваннопа, спільному альбому Kanye West & Jay-Z Watch the Throne буде дуже важко конкурувати з «Hell: The Sequel». EP отримав оцінку B + від Кайла Андерсона з "Entertainment Weekly", оцінка поставлена в основному завдяки виконанню Емінема в піснях, називаючи це «нагадування світу», і що Емінем один з найкращих реперів, які сьогодні є. Хоча Андерсону EP не так сильно сподобався, як «Recovery» Емінема. Андерсон також назвала Royce da 5'9" «ліричним звіром», редактор журналу «XXL» Карл Чері дав позитивну оцінку 4 з 5 зірок, оцінка була поставлена за лірику і за зміну стилю на EP, також він сказав, що «I'm on Everything» смішний трек, назва перевіряє кожні наркотики і бренди спиртних напоїв, втой час, як «Lighters» featuring Bruno Mars, названий як «типовий, порочний, ліричний напад» . Allmusic дав альбому 3,5 з 5 зірок на користь вдосконалення реперського образу Ройса. Журнал «Billboard» також дав позитивну оцінку, прокоментувавши, що «Fast Lane» і «Lighters» були моментами EP. Чад Грісчоу з "IGN Entertainment" дав альбому оцінку в 8 з 10 зірок. У загальній складності "Hell: The Sequel" отримав 72/100 зірок.

## Продажі
У перший тиждень продано 171,000 копій, таким чином "Hell: The Sequel" дебютував на першому рядку чарту Billboard, в другий тиждень продано 234,000 копій. У Canadian Albums Chart альбом також дебютував на 1-ий рядку з проданими в перший тиждень 21,000 копіями. Це робить Емінема першим виконавцем за п'ять років, який зміг випустити два альбоми, які посіли перші місця в 12-місячний період: "Hell: The Sequel" і "Recovery". Станом на 17 серпня 2011 року, продано 444,000 копій в США та 88,950 копій в Канаді, де "Hell: The Sequel" вже одержав першу платину.

## Список пісень
| #  | Назва                                         | Продюсер(и)                          | тривалість |
| -- | --------------------------------------------- | ------------------------------------ | ---------- |
| 1  | "Welcome 2 Hell"                              | Havoc, Magnedo7                      | 2:57       |
| 2  | "Fast Lane"                                   | Supa Dups, Eminem, JG                | 4:09       |
| 3  | "The Reunion"                                 | Sid Roams, Eminem                    | 4:50       |
| 4  | "Above the Law"                               | Mr. Porter                           | 3:29       |
| 5  | "I'm on Everything" (featuring Mike Epps)     | Mr. Porter                           | 4:31       |
| 6  | "A Kiss"                                      | Mr. Bangladesh, BranNu               | 4:34       |
| 7  | "Lighters" (featuring Bruno Mars)             | Eminem, The Smeezingtons, Battle Roy | 5:03       |
| 8  | "Take from Me"                                | Mr. Porter, 56*                      | 3:25       |
| 9  | "Loud Noises" (featuring Slaughterhouse)      | Mr. Porter, Eminem                   | 4:20       |
| 10 | "Living Proof" (Трек з подарункового видання) | Mr. Porter                           | 3:55       |
| 11 | "Echo" (Трек з подарункового видання)         | DJ Khalil                            | 4:55       |